# Libia en los Juegos Paralímpicos de Londres 2012
Libia estuvo representada en los Juegos Paralímpicos de Londres 2012 por dos deportistas masculinos. El equipo paralímpico libio no obtuvo ninguna medalla en estos Juegos.